# Пике, Келли
Ке́лли Та́мсма Пике́ Со́уту Майо́р (порт.-браз. Kelly Tamsma Piquet Souto Maior; род. 7 декабря 1988, Хомбург, ФРГ) — бразильская модель, обозреватель, блогер и специалист по связям с общественностью.

## Жизнь и карьера
Келли Пике родилась в Хомбурге, ФРГ 7 декабря 1988 года. Она является дочерю бразильского автогонщика и трёхкратного чемпиона Формулы-1 Нельсона Пике, и нидерландской модели Сильвии Тамсмы. Большую часть своего детства Келли провела на юге Франции.
В возрасте 12 лет Пике переехала в Бразилию, где жила до 15 лет. После этого вернулась во Францию, где прожила ещё год, прежде чем переехать в Англию, для обучения в школе-интернате. В возрасте 17 лет Келли вернулась в Бразилию. Позже училась в колледже Мэримаунт Манхэттен в Нью-Йорке по специальности «Международные отношения» с упором на политологию и экономику. Во время учёбы в колледже Пике прошла стажировку в сфере знаний о моде и позже приняла решение продолжить работу в этой области. Келли работала в Vogue Latinoamerica, Bergdorf Goodman, агентстве KCD PR, а также была обозревателем журнала Marie Claire.
В апреле 2015 года Пике стала отвечать за освещение Формулы-E в социальных сетях.
В январе 2023 года вышел номер журнала нидерландского Vogue, где на обложке была изображена Келли Пике.

## Личная жизнь
В январе 2017 года Келли Пике начала встречаться с российским гонщиком Формулы-1 Даниилом Квятом. У неё есть старшая дочь Пенелопа от Квята, родившаяся в июле 2019 года. В декабре 2019 года Квят и Пике расстались.
С 2020 года Келли встречается с Максом Ферстаппеном. 6 декабря 2024 года объявила о своей беременности от Макса Ферстаппена. 1 мая 2025 года Пике родила от Ферстаппена младшую дочь Лили.